# Анна Гайд
Анна Гайд  (англ. Anne Hyde, 22 березня 1638—10 квітня 1671) — представниця англійської знаті XVII століття, перша дружина герцога Йоркського та Олбані, майбутнього короля Англії Якова з династії Стюартів. Мати двох королев Англії: Марії II і Анни.

## Ранні роки
Енн Гайд народилася 22 березня 1638 в родині Едварда Гайда та його другої дружини Френсіс, уродженої Ейлсбері. Наступного року у Енні з'явився брат Генрі, а згодом ще один — Лоуренс. Також у неї була сестра Френсіс. Брати Едвард та Джеймс померли в дитинстві.
Батько Енн, Едвард Гайд, мав юридичну освіту і приходився зятем одному з найкращих юристів того часу — Томасу Ейлсбері. У своїй політичній діяльності Едвард займав помірковану позицію. Це зблизило його з королем Карлом I, який побачив в Едвардові противагу прибічникам радикальної партії. Після 1640 року Гайд став королівським радником, а в 1643-му— канцлером казначейства. Але його миротворчі погляди вже не в'язалися із задумами короля, тож Карл I, призначивши його вчителем спадкоємця престолу, віддалив від себе.
Після сходження на престол Карла II у 1660 році Едвард повернувся до придворного життя. Через рік він отримав титул 1-го графа Кларендона. Та його головним досягненням став шлюб герцога Йоркського Якова Стюарта та власної доньки Анни.

## Шлюб та діти
Весілля Енн та Якова відбулося 24 листопада 1659 року у Бреді в Нідерландах. Її наречений був молодшим братом Карла II і сином страченого короля Карла I. Церемонія була таємною. Офіційне вінчання було проведено вже по відновленні монархії 3 вересня 1660 року в Лондоні. Сучасники описували Анну як жінку, що має мужність, розум та енергію, майже достойну королівської крові.
Перший син Анни та Якова народився менш ніж за два місяця після весілля, але невдовзі помер. Всього ж Анна народила вісьмох дітей, з яких вижили лише дві доньки. Приблизно через сім тижнів після народження молодшої доньки Анна померла. Живими з її дітей на той час залишалися доньки Марія, Анна та Катерина, а також син Едґар, якому виповнилося три з половиною роки.
Похована Анна була у Вестмінстерському абатстві.
Через два роки Яків одружився вдруге. Але Славетна революція так і не дала змоги правити його нащадкам від другого шлюбу.

## Родина

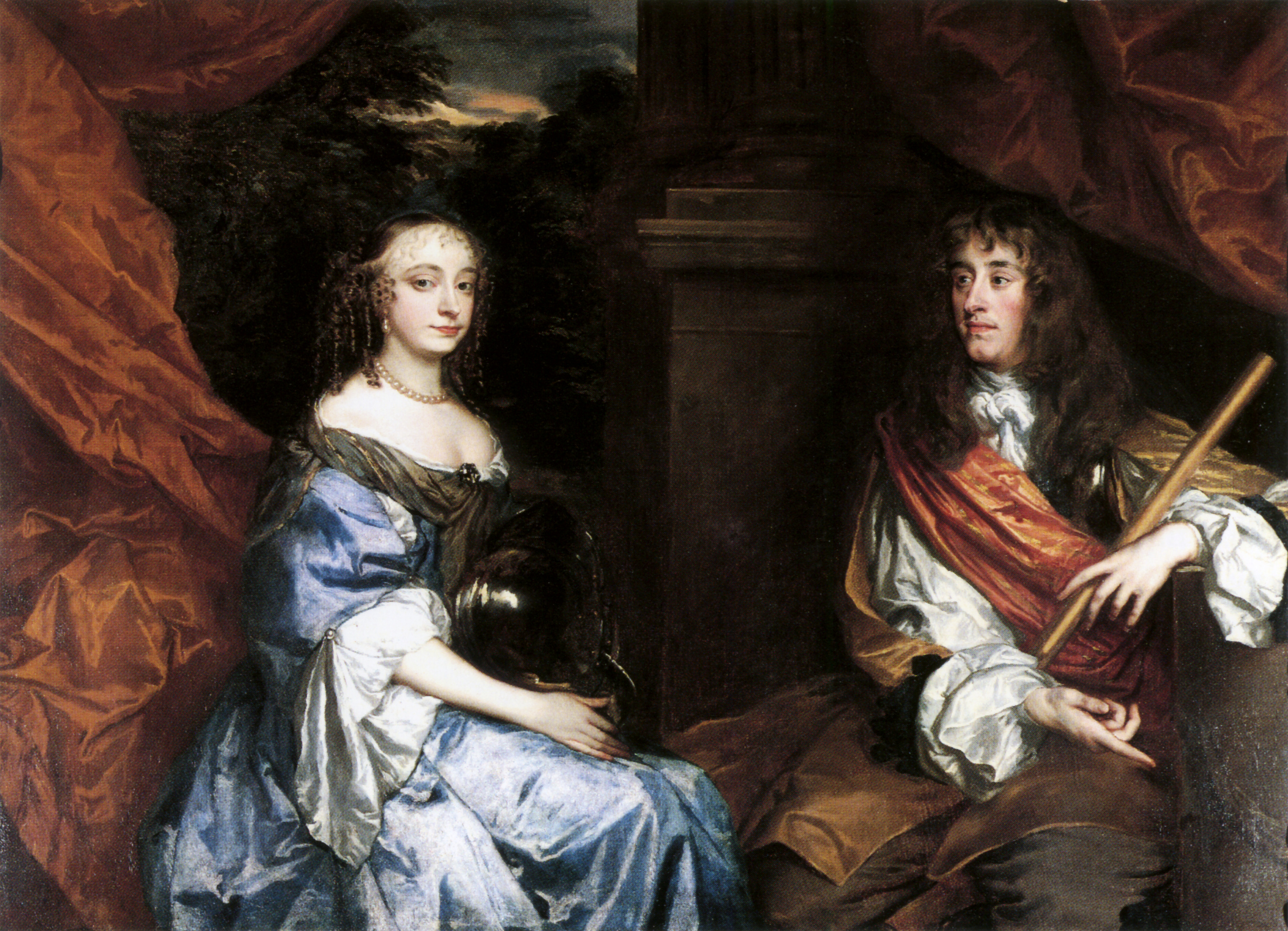
Анна Гайд із чоловіком

Чоловік — Яків, герцог Йоркський та Олбані
Діти:
- Карл (1660—1661)
- Марія (1662—1694)
- Джеймс (1663—1667)
- Анна (1665—1714)
- Карл (1666—1667)
- Едґар (1667—1671)
- Генрієтта (13 січня—15 листопада 1669)
- Катерина (9 лютого—5 грудня 1671)